# Bob Guyette
Robert "Bob" Guyette (Ottawa, Illinois, 29 d'agost de 1953) és un exjugador de bàsquet estatunidenc que va disputar cinc temporades a la Lliga espanyola. Amb 2,05 metres d'alçada, jugava en la posició d'ala-pivot.

## Trajectòria esportiva

### Universitat
Va jugar durant 3 temporades amb els Wildcats de la Universitat de Kentucky, on va fer una mitjana de 9,0 punts i 6,4 rebots per partit. El 1975 va disputar la Final de l'NCAA contra els UCLA Bruins, en la qual van perdre 92-85. Guyette va aconseguir en aquest partit 16 punts i 7 rebots.

### Professional
Va ser triat en la quarantanovena posició del Draft de l'NBA del 1975 pels Kansas City-Omaha Kings, i també pels New Jersey Nets al Draft de l'ABA, però finalment va fitxar pel FC Barcelona de la Lliga espanyola. Allà hi va aconseguir guanyar tres Copes del Rei, els anys 1978, 1979 i 1980, i fou el màxim anotador de la competició el 1978, fent una mitjana de 32,0 punts per partit. Finalment una lesió de ciàtica el va retirar de la competició.
Va tornar al seu país i va acabar els seus estudis d'odontologia, i es va especialitzar en cirurgia maxil·lofacial, regentant en l'actualitat una clínica a Scottsdale (Arizona).